# Blue horizon (The Cats)
Blue horizon is een lied dat werd geschreven door Jack Green en Jay Laray Collins. De Nederlandse Cats en de Duitse Lords brachten in 1969 en 1970 psychedelische versies van het nummer uit.
In december 1969 brachten The Cats het nummer uit op op hun elpee Colour us gold en in dezelfde maand in de Verenigde Staten op de B-kant van Scarlet ribbons. Het nummer verscheen later nog eens op de Duitse elpee Supergold (1979) en verschillende cd-boxen zoals Complete (2014).
Het speciale geluidseffect werd bereikt doordat Cees Veerman door een koffiebeker zong waar de bodem uitgesneden was. Daarbij werd de galm voor de stem gezet in plaats van erachter. Dezelfde techniek werd een jaar later nog eens toegepast bij het nummer I walk through the fields.
Het lied gaat over twee geliefden die van elkaar wegdrijven. Het eindigt door de herhaling van Blue horizon in the dark (blauwe horizon in het donker), wat mogelijk verwijst naar het zicht op de aarde vanuit het heelal; vijf maanden eerder landden de eerste mensen op de maan.
Het nummer gecoverd door de Duitse band The Lords die het op de B-kant van hun single Shakin' all over '70 (1970) zetten. In hun versie werd Blue horizon in the dark niet alleen op het eind gezongen, maar ook als refrein gebruikt. Verder plaatsten ze het nummer op de elpee Shakin' all over '70 die hetzelfde jaar uitkwam.